# Appleby, Lincolnshire
Appleby är en ort och civil parish i Storbritannien.   Den ligger i kommunen North Lincolnshire och riksdelen England, i den sydöstra delen av landet, 240 km norr om huvudstaden London. Appleby ligger 16 meter över havet och antalet invånare är 2 926.
Terrängen runt Appleby är platt. Runt Appleby är det ganska tätbefolkat, med 139 invånare per kvadratkilometer. Närmaste större samhälle är Scunthorpe, 7,5 km sydväst om Appleby. I omgivningarna runt Appleby växer i huvudsak blandskog.